# Battaglia di Gorodečno

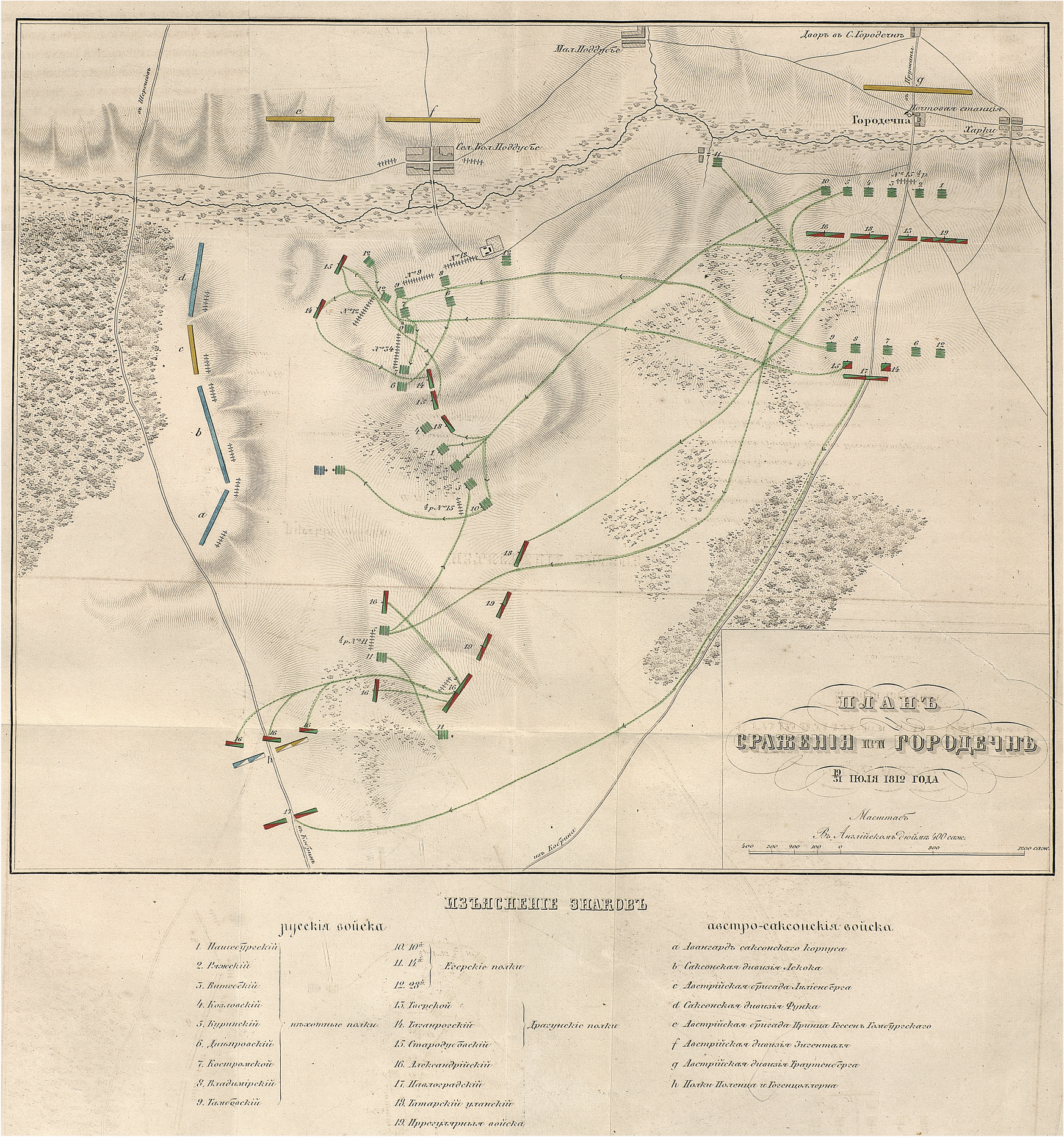
Piano della battaglia di Gorodečno

La battaglia di Gorodečno fu combattuta il 12 agosto 1812 tra le forze russe del generale Tormasov e le forze austriache del Principe Schwarzenberg, alleato dei francesi, nell'ambito della campagna di Russia. La vittoria austriaca costrinse i russi ad una ritirata.

## Antefatti
Mentre il corpo principale della Grande Armata proseguiva lungo la strada per Mosca, Napoleone aveva posto a protezione dei suoi fianchi due armate: una a nord con le forze di Oudinot ed una a sud con le forze austriache e sassoni. Il contingente meridionale, composto interamente da forze alleate, era costituito da 30 000 soldati austriaci, guidati dal feldmaresciallo Schwarzenberg, e 13 000 soldati sassoni, guidati da Jean Reynier.
Nella zona meridionale operavano le forze del generale Tormasov, circa 40 000 uomini. Il loro obiettivo primario era colpire le retrovie dell'esercito francese, tagliando le linee di approvvigionamenti e di comunicazione. Durante il mese di luglio, i russi erano riusciti a difendere con successo Kobryn e a rinforzare Pružany e Białystok, situate più a nord. Preoccupato dalle forze alleate, che lo inseguivano, Tormasov decise di ritirarsi a Gorodečno (in bielorusso Гарадзечна?, Haradziečna) e preparare una linea difensiva, sebbene privo delle proprie forze di riserva.

## Battaglia
I russi, che non disponevano della totalità delle loro forze, ammontavano a circa 18 000 uomini. Gli alleati, invece, avanzavano con l'intero corpo d'armata, per un totale di circa 40 000 unità.
Tormasov aveva posizionato le sue linee difensive e le sue batterie di artiglieria dietro ad una palude. All'alba del 12 agosto 1812, sfruttando le strade rialzate che la attraversavano, le forze alleate attaccarono le posizioni russe. L'avanguardia sassone, principalmente composta da cavalleria, percorse la strada settentrionale virtualmente senza opposizione e fu in grado di colpire il fianco sinistro della formazione russa. Tormasov spostò le sue linee per difendere questo settore.
La battaglia proseguì per tutto il giorno, includendo a tratti scambi di proiettili tra le due artiglierie. La manovra difensiva di Tormasov riuscì nel suo scopo: il lato sinistro riuscì a resistere all'attacco dei sassoni e ad evitare l'accerchiamento. Parallelamente a ciò, i sassoni decisero di cambiare il loro bersaglio e spostarono la loro attenzione sulla parte centrale dello schieramento russo, supportati adeguatamente dalla propria artiglieria. Anche in questo settore i russi opposero una strenua resistenza ed i tentativi alleati di sfondare le linee nemiche fallirono.
Verso sera, il battaglione austriaco Colloredo si unì alla battaglia al centro, dopo aver faticosamente attraversato a piedi la palude. Ne nacque una lotta per le posizioni più elevate, prima conquistate dagli alleati, poi riprese dai russi. Allo stesso tempo, sul fianco sinistro russo, i combattimenti proseguivano, senza che gli alleati riuscissero a produrre un qualsiasi progresso. Alla fine della giornata, i morti ed i feriti si calcolavano nell'ordine delle migliaia da entrambi i lati.
Nonostante le posizioni difensive russe fossero ancora saldamente sotto il comando di Tormasov, quest'ultimo decise di ritirarsi, convinto che gli alleati avrebbero a breve rinnovato il loro attacco, sfruttando altri 21 nuovi battaglioni che non erano ancora stati utilizzati il giorno precedente.

## Conseguenze
I russi patirono circa 3 000 caduti, le forze alleati circa 2200 in tutto.
Le vittorie di Schwarzenberg a Gorodečno e di Saint-Cyr a Polack diedero al necessaria confidenza a Napoleone per proseguire nell'avanzata verso Mosca con relativa tranquillità. L'imperatore rispose alle critiche con la frase: "Il vino è stato versato, ora bisogna berlo."